# Submyotodon
Submyotodon — рід рукокрилих ссавців із родини лиликових.

## Таксономія
Рід опублікований як новий таксон у 2003 році для опису викопного виду з міоцену. Пізніше до роду було переміщено кілька видів з роду Myotis. Викопний і типовий вид S. petersbuchensis був відкритий у Німеччині, а сучасні види мешкають в Азії — Афганістан, Пакистан, Індія, Китай, Тайвань.